# Околиш (Алба)
Околиш (рум. Ocoliş) насеље је у Румунији у округу Алба у општини Околиш. Општина се налази на надморској висини од 500 m.

## Историја
Према државном шематизму православног клира Угарске 1846. године у месту "Нађ Онкош" (Велики Околиш) је живело 141 породица. Православни парох је био тада поп Георгије Поповић.

## Становништво
Према подацима из 2002. године у насељу је живело 846 становника.

### Попис2002.
| Расподела становништва по националности 2002.‍ | Расподела становништва по националности 2002.‍ | Расподела становништва по националности 2002.‍ | Расподела становништва по националности 2002.‍ | Расподела становништва по националности 2002.‍ |
| --------------------------------------------- | --------------------------------------------- | --------------------------------------------- | --------------------------------------------- | --------------------------------------------- |
|                                               |                                               |                                               |                                               |                                               |
| Румуни                                        | Румуни                                        |                                               | 843                                           | 99,6%                                         |
| Мађари                                        | Мађари                                        |                                               | 3                                             | 0,4%                                          |

### Хронологија
| Година       | 1992 | 1993 | 1994 | 1995 | 1996 | 1997 | 1998 | 1999 | 2000 | 2001 | 2002 | 2003 | 2004 | 2005 | 2006 | 2007 | 2008 | 2009 | 2010 | 2011 | 2012 | 2013 | 2014 | 2015 | 2016 | 2017 |
| ------------ | ---- | ---- | ---- | ---- | ---- | ---- | ---- | ---- | ---- | ---- | ---- | ---- | ---- | ---- | ---- | ---- | ---- | ---- | ---- | ---- | ---- | ---- | ---- | ---- | ---- | ---- |
| Становништво | 1043 | 1026 | 992  | 963  | 943  | 924  | 895  | 878  | 867  | 840  | 829  | 819  | 788  | 773  | 749  | 737  | 721  | 698  | 685  | 666  | 654  | 636  | 606  | 593  | 583  | 568  |